# Molophilus (Molophilus) erricha
Molophilus (Molophilus) erricha is een tweevleugelige uit de familie steltmuggen (Limoniidae). De soort komt voor in het Australaziatisch gebied.